# Tanytarsus awashensis
Tanytarsus awashensis är en tvåvingeart som beskrevs av Harrison 2004. Tanytarsus awashensis ingår i släktet Tanytarsus och familjen fjädermyggor.
Artens utbredningsområde är Etiopien. Inga underarter finns listade i Catalogue of Life.